# Sommelonne
Sommelonne är en kommun i departementet Meuse i regionen Grand Est (tidigare regionen Lorraine) i nordöstra Frankrike. Kommunen ligger i kantonen Ancerville som tillhör arrondissementet Bar-le-Duc. År 2022 hade Sommelonne 401 invånare.

## Befolkningsutveckling
Antalet invånare i kommunen Sommelonne
| Referens: INSEE |